# 西本貫一
西本 貫一（にしもと かんいち、1915年6月29日 - 2005年8月27日）は、日本の実業家・発明家。元ノーリツ鋼機代表取締役社長。

## 略歴
和歌山県和歌山市出身。1943年4月、和歌山市で報国写真館を開業し、写真機器の販売及び写真撮影の経営に当たった。終戦後に写真館を「西本スタジオ」と改名して再開。
写真現像の能率化の為に1951年6月に写真印画自動水洗機を発明し、1956年には有限会社ノーリツ光機製作所を設立した。1961年11月24日、ノーリツ鋼機株式会社に組織・社名変更し、1979年にはフィルム現像からプリント仕上げまでを45分で行うことが可能になる高速自動写真処理システム（QSS）を開発して写真現像における流通システムを根底から覆すことに成功した。
2005年8月27日午前0時28分、90歳で死去。社葬が行われ、葬儀委員長は島精機製作所の島正博が務めた。
上場企業の中で、90歳は最年長社長、社長歴49年は社長在任の最長記録である。
なお、かつてはノーリツ鋼機の関連会社の「西本」が、和歌山市内でカメラや写真機材などを扱う「カメラの西本」を数店舗経営していたが、2010年代に全て閉店し、最後の1店舗となった「カメラの西本 車庫前本店」（和歌山市西高松）および併設の「西本スタジオ」は2020年6月に閉店した。 閉店時の西本スタジオには西本が収集した多数のクラシックカメラが展示されていた。